# Canens
Canens är en kommun i departementet Haute-Garonne i regionen Occitanien i södra Frankrike. Kommunen ligger i kantonen Montesquieu-Volvestre som tillhör arrondissementet Muret. År 2022 hade Canens 61 invånare.

## Befolkningsutveckling
Antalet invånare i kommunen Canens
Referens:INSEE